# Luvianos
Luvianos är en kommun i Mexiko grundad 2002. Den ligger i delstaten Mexiko, i den centrala delen av landet, cirka 65 kilometer sydväst om huvudstaden Mexico City. Kommunen hade 27 781 invånare vid folkräkningen 2020.
Den administrativa huvudorten i kommunen är Villa Luvianos. Andra orter som klassas som småstäder av kommunen är San Juan Acatitlán, Trojes, Cañadas de Nanchititla och El Estanco.
Genom kommunen rinner floden Río Temascaltepec, nedströms från Michoacán.
Luvianos area är 703,00 kvadratkilometer, vilket gör den till en av de största kommunerna i delstaten sett till yta.